# Zlatitsa (vattendrag)
Zlatitsa (bulgariska: Златица) är ett vattendrag i Bulgarien.   Det ligger i regionen Montana, i den västra delen av landet, 80 km norr om huvudstaden Sofia.
Omgivningarna runt Zlatitsa är en mosaik av jordbruksmark och naturlig växtlighet. Runt Zlatitsa är det ganska tätbefolkat, med 67 invånare per kvadratkilometer.